# Marcolândia
Marcolândia este un oraș în Piauí (PI), Brazilia.